# Pie del Cerro, Hidalgo
Pie del Cerro är en ort i Mexiko.   Den ligger i kommunen San Bartolo Tutotepec och delstaten Hidalgo, i den sydöstra delen av landet, 150 km nordost om huvudstaden Mexico City. Pie del Cerro ligger 1 192 meter över havet och antalet invånare är 378.
Terrängen runt Pie del Cerro är kuperad åt nordväst, men åt sydost är den bergig. Runt Pie del Cerro är det ganska tätbefolkat, med 149 invånare per kvadratkilometer. Närmaste större samhälle är San Bartolo Tutotepec, 1,3 km söder om Pie del Cerro. Omgivningarna runt Pie del Cerro är en mosaik av jordbruksmark och naturlig växtlighet.